# Michail Sergejewitsch Malinin

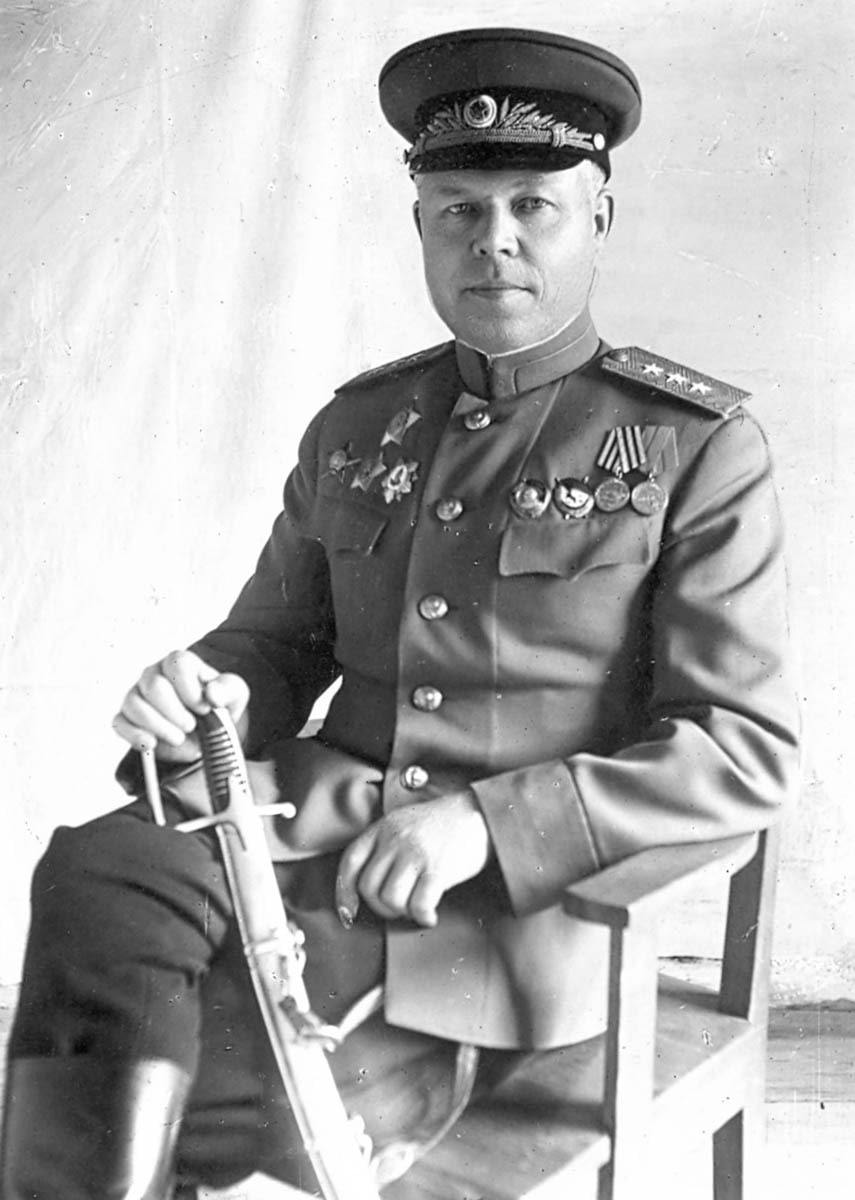
Michail Sergejewitsch Malinin, um 1945

Michail Sergejewitsch Malinin (russisch Михаил Сергеевич Малинин; * 16. Dezemberjul. / 28. Dezember 1899greg. im Gouvernement Kostroma, Russisches Kaiserreich, heute: Oblast Kostroma, Russland; † 24. Januar 1960 in Moskau) war ein sowjetischer Offizier und zuletzt Armeegeneral der Landstreitkräfte der UdSSR.

## Leben
Michail Sergejewitsch Malinin trat 1919 in die Rote Armee ein und nahm am Russischen Bürgerkrieg teil. Nach zahlreichen Verwendungen wurde er zu Beginn des Zweiten Weltkrieges 1939 Chef der Operationsabteilung der 9. Armee und war zuletzt bis April 1940 auch Stellvertretender Stabschef des rückwärtigen Dienstes der 9. Armee. Während dieser Zeit nahm er am Finnisch-Sowjetischen Krieg, dem sogenannten Winterkrieg (30. November 1939 bis zum 13. März 1940) teil, und war von April bis Juni 1940 kurzzeitig Chef der Taktischen Abteilung der Leningrader Panzerschule und im Anschluss zwischen Juni 1940 und August 1941 Chef des Stabes des VII. Mechanisierten Korps. Nach Beginn des Deutsch-Sowjetischen Krieges am 22. Juni 1941 war er vom 19. August 1941 bis 16. Juli 1942 Chef des Stabes der 16. Armee unter Generalleutnant Konstantin Konstantinowitsch Rokossowski und wurde in dieser Verwendung am 7. Oktober 1941 zum Generalmajor befördert. Am 20.  Juli 1942 wurde er Chef des Stabes der Brjansker Front, dessen Oberbefehlshaber ebenfalls Generalleutnant Rokossowski war, und verblieb auf diesem Posten bis zum 27. September 1942. Im Anschluss fungierte er zwischen dem 30. September 1942 und dem 15. Februar 1943 als Chef des Stabes der Donfront, dessen Oberbefehlshaber abermals Generalleutnant Rokossowski war, und wurde in dieser Funktion am 20. Dezember 1942 zum Generalleutnant befördert. Im weiteren Kriegsverlauf war er unter dem Oberbefehlshaber Generaloberst Rokossowski zwischen dem 15. Februar 1943 und dem 10. Juni 1945 Chef des Stabes der Zentralfront beziehungsweise der 1. Weißrussischen Front und erhielt in dieser Verwendung am 18. September 1943 die Beförderung zum Generaloberst. Er nahm dabei an der Operation Bagration (22. Juni 1944 bis 20. August 1944) und der Lublin-Brester Operation (18. Juli bis 2. August 1944) teil.
Nach Kriegsende war Generaloberst Malinin vom 10. Juni 1945 bis zum 11. November 1948 Erster Stellvertretender Oberbefehlshaber und Chef des Stabes der Gruppe der Sowjetischen Besatzungstruppen in Deutschland unter dem Oberbefehlshaber Georgi Konstantinowitsch Schukow (9. Juni 1945 bis 21. März 1946) beziehungsweise Wassili Danilowitsch Sokolowski (21. März 1946 – 31. März 1949). Im Anschluss fungierte er zwischen dem 12. November 1948 und dem 26. März 1950 als Chef des Hauptstabes der Landstreitkräfte der UdSSR sowie vom 26. März 1950 bis zum 29. November 1951 als Erster Stellvertretender Chefinspektor im Kriegsministerium. Daraufhin war er vom 15. März 1952 bis zum 15. März 1953 Stellvertretender Verteidigungsminister und damit Stellvertreter von Verteidigungsminister Alexander Michailowitsch Wassilewski. Zuletzt war er vom 29. Juni 1953 bis zu seinem Tode am 24. Januar 1960 Erster Stellvertretender Chef des Generalstabes und wurde als solcher am 3. August 1953 zum Armeegeneral befördert.
Michail Sergejewitsch Malinin wurde für seine Verdienste mehrfach ausgezeichnet und wurde unter anderem 1945 Held der Sowjetunion und erhielt vier Mal den Leninorden (1942, 1945, 1945 und 1959), drei Mal den Rotbannerorden (1943, 1944, 1950), zwei Mal den
Suworow-Orden 1. Klasse (1944, 1945), den Kutusoworden 1. Klasse und den Orden des Roten Sterns (1940) sowie die
Medaille „Für die Verteidigung Moskaus“ und die Medaille „Für die Einnahme Berlins“.